# ゴールデンカムイ (映画)
『ゴールデンカムイ』は、2024年1月19日に公開された日本の映画。原作は野田サトルの漫画『ゴールデンカムイ』で主演は山﨑賢人。原作の第1巻から第3巻前半までを実写化したとされる。

## 企画・制作

### 企画
本作の企画は、新型コロナウイルスの流行により家で過ごす時間が増え、外資系の動画配信サービスが日本国内で勢力を拡大していた2020年の夏に始動した。衛星基幹放送事業者であるWOWOWは外資系の動画配信サービスに対抗するため、『キングダム』で成功を収めていた映像制作プロダクション・CREDEUSのプロデューサーである松橋真三に接触。『ゴールデンカムイ』に注目していた松橋はWOWOWに対して大変な労力と製作費が必要なことを伝えたが、WOWOW側から覚悟を示されると、共同で映画化権の獲得をめざした。同作の映画化を狙う企業は他にもあったためコンペティションが開かれ、2021年初頭に集英社からWOWOWとCREDEUSに映画化権が託されて製作が開始された。原作者である野田サトルは、製作チームがWOWOWとCREDEUSに決まった経緯について「連載中、連載後、（中略）沢山の実写企画のお話をいただきました。できるだけ原作を尊重してくださるという製作チームさんを待って、本当によかったと思います。」と語っている。
実写化に当たっては原作を尊重する方針が取られ、監督にはアクションの撮影に定評があり原作の大ファンでもあった久保茂昭が起用された。また、脚本の黒岩勉や音楽のやまだ豊、編集の下村勇二など、その他スタッフにはキングダムシリーズに参加している者たちが起用された。
野田は、スタッフ任せにすることで原作から乖離してしまう可能性を懸念し、本作の脚本監修も行った。

### 制作

#### キャスティング
主人公・杉元佐一役には、多数の漫画原作映画に出演してきた山﨑賢人が起用された。
ヒロイン・アシㇼパ役にはオーディションで山田杏奈が起用された。アシㇼパは少女ながらも自立したたくましい人物という設定であるため芯のある演者が求められていたが、山田の目力と意志の強さが見事にはまったという。
鶴見中尉は良い声を持つ話術で人を引きつけるカリスマ性を持つという設定から、製作初期の段階でプロデューサーたちは玉木宏がふさわしいと考えていたほか、原作者である野田からも名前が挙がっていた。玉木自身も原作を読んでおり、オファーを快諾した。
土方歳三は史実とは異なり生存していることに加え、原作の中でもコメディーシーンがなくスマートでダンディーなキャラクター性から舘ひろしが起用された。
アシㇼパの大叔父には、実際にアイヌの血をひく秋辺デボが起用された。
本作のキャストの中で、矢本、眞栄田、玉木、工藤、栁、勝矢、高畑、泉澤などは元々原作ファンであった。

#### 撮影
監督の久保は、北海道にはエゾマツをはじめとする固有の植物が生えていることや、カムイを感じて撮影したいという思いから「できるだけ北海道で撮りたい」と要望し、アシㇼパが住むコタンもアイヌ文化が色濃く残る二風谷に作られた。また、チセの建設には当時のアイヌ民族と同じ手法が取られた。
撮影は2022年の冬から行われたが、暖冬で雪が溶けてしまったため、他の地域から大量の雪を調達した。一方で、雪が降りすぎて撮影が中止されることもあった。
二〇三高地のシーンは、4日間の予定を10日間まで伸ばして撮影された。また、戦場で登場する二十八糎砲は実際に等身大のセットが製作され、その上からCG加工が施された。
ヒグマやエゾオオカミはフルCGで制作され、ヒグマについてはグリーンスーツを着用したアクターが演じ、その映像にCGのヒグマを合成する手法がとられた。また、エゾオオカミについてはリアルな造形物をガイドにして素材を撮影し、俳優の手ごとCGで製作した。小熊のシーンは、CG合成作業の参考としてリファレンス用に造形を抱いて撮影し、仕上げ時に別途撮影した本物の子グマ素材を合成して制作された。
杉元のアクションには空手や日本の武道に基づいた動きが取り入れられた。また、山﨑は軍事練習にも励んだ。
馬橇に引き擦られるシーンは、山﨑賢人自身が生身で演じた。また、杉元と白石が2人で真冬の川に落ちるシーンも、実際に山崎と矢本が演じている。
作中に登場するアシㇼパの衣装や、アイヌの民具・道具の製作には、「可能な限り本物へのこだわりを大切にしてほしい」という野田の意向によりアイヌ工芸家が参加し、マンタンプㇱやテクンペは関根真紀が手縫いで1年をかけて、マキリやタシロは貝澤守が一から制作した。アシㇼパが身につけるニンカリやレクトゥンペについては、スタッフが原作をもとに金属パーツを発注し、手縫いで作り上げた。また、杉元が携行する三十年式歩兵銃も本作のために新造された。
杉元の顔の傷や尾形の縫合傷は、特殊メイクで制作された。また、鶴見中尉の顔の傷や額当て、牛山の額のコブは、役者の顔を3Dスキャンして出力した顔型を基に制作された。
アイヌのシーンでは、中川裕がアイヌ語の指導や台詞・生活風景の監修、演技指導を行い、原作にない台詞やシーンも追加された。

## 沿革
- 2022年4月19日、実写映画化されることが集英社オンラインおよび同日発売のコミックス第29巻の帯で発表された[27]。

- 2023年8月30日、ティザーPV、ティザービジュアル、主要キャスト14名が解禁されるとともに、公開日が発表された[28]。

- 同年10月17日、最新予告映像とポスタービジュアル、劇場バナーが公開された[29]。

- 同年10月18日、予告映像、ポスタービジュアル、劇場バナーが解禁され、第2弾キャスト発表が行われた[30]。キャスト発表は、15日[31]、22日[32]、29日[33]、5日[34]、12日[35]にも行われた。

- 同年10月20日、TVCM「開戦篇」が公開された[36]。

- 同年11月29日、本作の主題歌が発表された[37]。また、新たな予告映像と10種のキャラクタービジュアルも公開された[38]。

- 同年12月20日、完成報告会がマンダリン・オリエンタル東京で行われた。イベントでは「実は、内心ものすごく心配していましたけれど試写を拝見いたしましてホッとしています（中略）観に行って損することはないと思います」という野田サトルのメッセージが紹介された[39]。

- 同年12月23日、特別映像「激闘篇」「使命篇」が公開され、IMAXポスタービジュアルも解禁された[40]。

- 同年12月25日、「映画『ゴールデンカムイ』 徹底紹介ッ!!」としてストーリー篇が公開され、翌26日にメイキング篇、27日にキャラクター篇が公開された[41]。

- 2024年1月9日、6名（杉元、アシㇼパ、白石、尾形、鶴見、土方）のキャラクターPVが公開された[42]。
- 同年1月10日、東京国際フォーラムホールAにて完成披露試写会が行われた[43]。

- 同年1月18日、ナレーションが発表された[44]。

- 2024年1月19日、本作の公開が全国393館（通常343館＋IMAX50館）で開始されるとともに[45]、TOHOシネマズ六本木ヒルズにて初日舞台あいさつが行われた[46]。また、TVCM「開幕篇」「熱狂篇」が公開された[47]。

- 同年2月16日、4DX版の上映が全国の60館で開始された[48]。

- 同年2月23日、北海道・東京・愛知・大阪・福岡の5都道府県7会場で応援上映が開催された[49]。また、3月1日には宮城・神奈川・広島を加えた8都道府県11劇場で[50]、3月8日・15日には新潟を加えた9都道府県12劇場で開催された[51][52]。さらに、4月6日には北海道・東京・愛知・大阪・福岡の5都道府県5劇場で[53]、4月27日、5月6日、8月23日・27日にはTOHOシネマズ新宿で[54][55][56]、5月31日、6月28日、8月2日には新宿に加えてTOHOシネマズ梅田でも開催された[57][58][59]。

- 2024年3月4日、本作の続編となるドラマ版が放送・配信されることが、そのタイトルとともに発表された[60]。

## あらすじ
日露戦争での鬼神の如き戦いぶりから「不死身の杉元」と呼ばれた帰還兵・杉元佐一は、北海道の川で砂金採りに勤しんでいた。それを見ていた酔っ払いの男・後藤竹千代は杉元を気に入り、ある話をする。
アイヌが和人に対抗するため秘密裏に集めていた金塊を、ある男がアイヌを皆殺しにして強奪した。彼は逃走の末に網走監獄へ収監されたが、仲間に金塊の隠し場所を伝えるため、同じ房になった囚人達の身体に金塊の在り処を示す刺青を彫った。その後、刺青の囚人たちは集団脱獄した。
この話を信じなかった杉元だったが、その直後、竹千代に襲われる。杉元は竹千代を返り討ちにし雪山に逃亡した彼のあとを追うが、熊羆によって殺された竹千代の遺体に彫られた刺青を確認すると、金塊の話が真実なのだと感じ始める。
竹千代の遺体を運んでいる途中、杉元は羆に襲われる。そこにアイヌの少女・アシㇼパが現れ、杉元は九死に一生を得る。その後、竹千代の遺体を持ち帰ることを諦めろと言うアシㇼパに金塊の話を打ち明けた杉元は、彼女から自分の父親・ウイルクは殺されたアイヌのひとりだと打ち明けられたことで、杉元は金のため、アシㇼパは父親の敵討ちのために金塊を探すこととする。
囚人の手がかりを探すため、杉元とアシㇼパは小樽で奇妙な刺青についての聞き込みを開始、尾行してきた刺青囚人・笠原勘次郎と白石由竹の確保に成功する。しかし、笠原の刺青を紙に写している最中、笠原は第七師団の上等兵である尾形百之助に頭部を撃ち抜かれ射殺される。杉元は尾形との戦闘に勝利するが、その隙に白石が逃亡してしまう。杉元が追うが、二人とも極寒の川に落ちてしまう。命の危険に脅かされるほどの寒さに直面した二人だが、杉元は白石に持ちかけられた取引を承諾し、白石が持っていた銃弾で火を起こし何とか生き延びる。暖をとっている間、アシㇼパは白石の刺青を写し、白石は集団脱獄の首謀者が実は戊辰戦争で戦死したと思われていた土方歳三で網走監獄に収監されていたという話をしたあと、姿を消した。
尾形は上司である中尉・鶴見篤四郎らに発見される。瀕死の重症を負った尾形は鶴見の手を杉元を連想させる「ふじみ」となぞる。鶴見は杉元の事だとすぐ分かったが、大尉・和田光示が鶴見を咎める。逆上した鶴見は和田の指を噛みちぎり、忠実な部下の一人である月島基に殺害させていた。そして、土方は監獄での仲間だった不敗の牛山こと牛山辰馬を仲間にし、自らも金塊争奪戦に参戦することを決めるのだった。
その翌日、鶴見に命じられ、第七師団の軍人である谷垣源次郎、玉井芳蔵、岡田文男、野間直明がまた杉元とアシㇼパを追いかけてきた。杉元とアシㇼパは二手に分かれ、杉元はアシㇼパに教えて貰った熊の習性を使い、玉井、岡田、野間を巣穴におびき寄せ撃退した。アシリパは谷垣に追いかけられたが、飼い狼であるレタㇻよって救われる。杉元とアシㇼパは休息を兼ねてアシㇼパのアイヌコタンに帰る。杉元はコタンで暮らすアシㇼパの祖母・フチや大叔父、従姉妹であるオソマと知り合う。杉元は彼らからアシㇼパの話を聞く。それで、アシㇼパを金塊争奪戦には巻き込めないと思い、眠るアシㇼパを置いてコタンを去った。
杉元らの前から姿を消した白石は、牛山に見つかってしまう。白石は第七師団の気を引き、牛山から逃げる。それを上手く使い、土方は銀行へ襲撃しかつての愛刀・和泉守兼定を取り戻す。土方は鶴見に追いかけられるが、逃亡する。
その一方、杉元は第七師団は第七師団の二階堂浩平・洋平兄弟に見つかる。そこに土方を取り逃した鶴見がやって来てしまい、杉元は旭川の師団の兵舎に捕えられる。鶴見は杉元が刺青人皮を持っていると確信し、自身の目的である軍事政権を話をし交渉するが、決裂する。その晩、杉元は浩平・洋平にに殺害されかけるが、洋平を殺害し、自らと洋平が相討ちになりかけたと嘘をつき、病院に連れていってもらうことで兵舎から脱出する。鶴見は直ぐに演技に気付き、月島に追わせるが、杉元はアシㇼパに助けられ、白石は師団の気を引くため、兵舎に放火し、杉元達は逃げ切れた。
アシㇼパは杉元を探すために白石を協力させており、白石は金塊の分け前を貰う代わりに、杉元・アシㇼパと金塊争奪戦に参加することを決めていた。杉元は自分の過去と金塊を追う理由をアシㇼパに打ち明ける。杉元家は佐一以外病気で死亡し、佐一は好きだった梅子を置いて故郷を去っていた。そして、金塊を追う理由は二〇三高地で戦死した幼馴染・剣持寅次の遺言でもあり、寅次の妻となった梅子の目の病気を治すためだった。話を聞いたアシㇼパは杉元に自分の覚悟を伝え、再び二人は相棒となった。そこに白石がやって来て三人は桜鍋を囲むのだった。
その一方、土方らは土方のかつての戦友永倉新八を仲間にすると共に武器の提供を受け、蝦夷共和国を作ることを目的に金塊争奪戦に本格参戦しようと試みていた。鶴見達も外国人から武器を提供されていた。
そして、網走監獄ではアイヌを殺した犯人で、囚人達に刺青を彫ったのっぺらぼうが、ア・シ・ㇼ・パと呻いるのだった。

## キャスト
- 杉元佐一 - 山﨑賢人
- アシㇼパ - 山田杏奈
- 尾形百之助 - 眞栄田郷敦
- 月島基 - 工藤阿須加
- 二階堂浩平 / 洋平 - 栁俊太郎
- 剣持寅次 - 泉澤祐希
- 白石由竹 - 矢本悠馬
- 玉井芳蔵 - 山内圭哉
- 和田光示 - 堀部圭亮
- オソマ - 永尾柚乃
- アシㇼパ（幼少期） - 浅田芭路
- 谷垣源次郎 - 大谷亮平
- 牛山辰馬 - 勝矢
- 剣持（柿崎）梅子 - 高畑充希
- 笠原勘次郎 - 島津健太郎
- 岡田文夫 - 成松修
- 野間直明 - 青木健
- 前山一夫 - 松嶋健太
- 三島剣之助 - 濱正悟
- 野崎 - 兼松若人
- 塩谷武郎 - 野崎亨類
- 菊池清高 - 竜二
- 土方の部下 - 榎木智一
- アイヌの村人 - 金城茉里奈
- アイヌの少女 - 宮崎歩夢
- アイヌの少年 - 野原壱太
- アイヌの少年 - 鈴木かつき
- アイヌの少年 - 二ノ宮陸登
- 剣持寅太郎 - 塚尾桜雅
- 遊女 - 佐伯紅緒
- 妓夫太郎 - ボブ鈴木
- トーマス - ドン ジョンソン
- 二階堂浩平 / 洋平（ボディダブル） - 八木拓海
- 永倉新八 - 木場勝己
- フチ - 大方斐紗子
- 大叔父 - 秋辺デボ
- 後藤竹千代 - マキタスポーツ
- ウイルク - 井浦新
- 鶴見篤四郎 - 玉木宏
- 土方歳三 - 舘ひろし
- 二瓶鉄造 - 藤本隆宏
- 辺見和雄 - 萩原聖人
- 家永カノ - 桜井ユキ
- キロランケ - 池内博之
- インカラマッ - 高橋メアリージュン

## スタッフ
- 原作 - 野田サトル『ゴールデンカムイ』（集英社 ヤングジャンプ・コミックス刊）
- 監督 - 久保茂昭
- 脚本 - 黒岩勉
- 音楽 - やまだ豊
- 主題歌 - ACIDMAN「輝けるもの」（ユニバーサルミュージック）
- ナレーション - 津田健次郎
- 制作 - 田代秀樹、井原多美、瓶子吉久、市川南、堂山昌司、荒木宏幸、弓矢政法、舛田淳、長嶋潤二、松橋真三
- エグゼクティブ・プロデューサー - 西憲彦、大好誠
- プロデューサー - 松橋真三、大瀧亮、植田春菜、森亮介、里吉優也
- ラインプロデューサー - 原田文宏
- 撮影 - 相馬大輔
- 美術 - 磯見俊裕、露木恵美子
- 照明 - 佐藤浩太
- 装飾 - 大庭信正、松本吉正、柳澤武
- 編集 - 和田剛
- アクション監督 - 下村勇二
- VFXスーパーバイザー - 小坂一順
- 音楽プロデューサー - 千田耕平
- サウンドデザイナー - 松井謙典
- スクリプター - 加山くみ子
- 衣装デザイン - 宮本まさ江
- ヘアメイクデザイン - 酒井啓介
- 技髪デザイン - 荒木孝治
- 特殊造形 - 百武明
- 特殊メイク - 中田彰輝
- 操演・特殊効果 - 羽鳥博幸
- ホースコーディネーター - 辻井啓伺
- アイヌ語・文化監修 - 中川裕、秋辺デボ
- キャスティング - 緒方慶子
- 助監督 - 李相國、山田一洋
- 制作担当 - 桜井恵夢、小沼秀剛、狭間聡司
- 宣伝プロデューサー - 中西藍、川野悌
- アイヌコタン・チセ建設 - 尾崎剛
- アイヌ服飾制作 - 関根真紀
- アイヌ民具制作 - 貝澤守
- アイヌ料理監修 - 三神直美
- 狩猟監修 - 門別徳司
- アイヌ文化監修協力 - 北海道アイヌ協会
- 陸軍軍事監修 - 軍事法規研究会
- 医療監修 - 中澤暁雄
- 製作幹事 - WOWOW、集英社
- 制作プロダクション - CREDEUS
- 配給 - 東宝
- 製作 - 映画「ゴールデンカムイ」製作委員会（WOWOW、集英社、東宝、NBCユニバーサル・エンターテイメント、スターダストプロモーション、アミューズ、ジェイアール東日本企画、LINEヤフー、HBC北海道放送、CREDEUS）

## 興行収入
2024年1月22日、興行通信社より1月19日から21日の全国映画動員ランキングトップ10が発表され、観客動員数35万6,186人、興行収入5億3,384万8,690円を記録し、初登場1位に輝いた。
同年2月13日、1月19日から2月12日までの公開25日間で観客動員数142万人、興行収入20.8億円を突破したことが発表された。
同年2月20日、公開31日間で観客動員数156万人、興行収入23億円を突破したことが発表された。
最終的な興行収入は、29.6億円となった。

## 評価・受賞

### 評価
東宝が公開初日に行ったアンケートでは、「非常に良かった」が61.6％、「良かった」が34.4％となり、合わせて計96%に達する満足度を獲得した。また、Filmarksでは初日満足度ランキングで1位を獲得した。さらに、公開から3日間の動員数の上映劇場トップ10に、物語の舞台である北海道の4館がランクインした。
2024年5月19日よりNetflix・Globalで配信が開始されると59の国と地域でトップ10入りを果たし、週間グローバルTOP10（非英語映画）において初週1位を獲得した。また、翌週も10位内に残り、2週連続でトップ10入りを果たした。さらに、7月8日に世界配信されると、日本トップ10（映画部門）でも1位を獲得した。

### 受賞
2024年12月18日、「Filmarks Awards 2024」が発表され、国内映画部門優秀賞に本作が選出さた。
同年12月27日、第37回「日刊スポーツ映画大賞」が発表され、アシㇼパ役の山田杏奈が助演女優賞を受賞した。
2025年1月21日、第48回「日本アカデミー賞」が発表され、新人俳優賞を山田杏奈が、優秀撮影賞を相馬大輔が、優秀照明賞を佐藤浩太が、優秀美術賞を磯見俊裕と露木恵美子が受賞した。

## 関連番組
映画「ゴールデンカムイ」公開記念！撮影の舞台裏・徹底解剖スペシャルッ‼（TOKYO MX、2024年1月15日）

## 特典・関連商品

### 入場者特典
- 「映画『ゴールデンカムイ』大ヒット御礼ッ!! 野田サトル描き下ろしアートボード」
  - 2024年2月10日から30万人に配布。
- 「映画『ゴールデンカムイ』大ヒット御礼ッ!! 野田サトル描き下ろしアートボード第二弾ッ!!」
  - 2024年3月20日から30万人に配布。

通常上映、IMAX上映、4DX上映の共通特典として配布された。

### 映像ソフト
映画『ゴールデンカムイ』ブルーレイ&DVDセット（NBCユニバーサル・エンターテイメントジャパン、2024年10月6日）
- 初回限定盤（GNXD-1041）
- 通常盤（GNXD-1042）

### 音楽ソフト
- オリジナル・サウンドトラック（NBCユニバーサル・エンターテイメントジャパン、2024年1月17日、GNCA-1667）

### 書籍
- 映画ノベライズ　ゴールデンカムイ（集英社オレンジ文庫、2024年1月19日発売、ISBN 978-4-08-680541-4）
- 映画　ゴールデンカムイ　ビジュアルブック（集英社、2024年1月19日発売、ISBN 978-4-08-790153-5）